# Final Resolution 2008 (dicembre)
Final Resolution Dicembre 2008 è stata la quinta edizione del pay-per-view prodotto dalla federazione Total Nonstop Action Wrestling (TNA). L'evento ha avuto luogo il 7 dicembre 2008 presso l'Impact Zone di Orlando in Florida.
Quest'edizione ha visto lo svolgersi di un Feast or Fired.

## Risultati
| # | Match | Stipulazioni | Durata |
| - | --- | --- | ------ |
| 1 | Homicide (X Division), Hernandez (World Heavyweight), Jay Lethal (World Tag Team) e Curry Man (Pink Slip) hanno sconfitto Alex Shelley, Chris Sabin, Jimmy Rave, Lance Rock, Sonjay Dutt, B.G. James, Consequences Creed, Cute Kip e Shark Boy | Feast or Fired match | 12:10  |
| 2 | Roxxi, ODB e Taylor Wilde hanno sconfitto Sharmell e The Beautiful People (Angelina Love e Velvet Sky con Cute Kip) | Six-knockouts tag team match                                                                                              | 07:27  |
| 3 | Eric Young ha sconfitto Sheik Abdul Bashir (c) | Single match per il titolo TNA X Division Championship                                                                    | 08:05  |
| 4 | Christy Hemme ha sconfitto Awesome Kong (c) per squalifica | Single match per il titolo TNA Women's Knockout Championship                                                              | 05:05  |
| 5 | Beer Money, Inc. (James Storm e Robert Roode) (c) (con Jacqueline) hanno sconfitto Abyss e Matt Morgan | Tag team match per il titolo TNA World Tag Team Championship                                                              | 11:35  |
| 6 | Kurt Angle ha sconfitto Rhino | Single match con Mick Foley come special guest enforcer. La vittoria di Angle gli permise un nuovo match con Jeff Jarrett | 14:24  |
| 7 | The Main Event Mafia (Sting (c), Kevin Nash, Scott Steiner e Booker T) ha sconfitto The TNA Front Line (A.J. Styles, Samoa Joe, Brother Ray e Brother Devon)                                                                                   | Eight-man tag team match per il titolo TNA World Heavyweight Championship                                                 | 21:24  |
|   | (c) è riferito al campione in carica al momento dell'inizio del match. | |        |

### Feast or Fired
| Vincitore  | Valigetta   | Tempo | Contenuto della valigetta                               |
| ---------- | ----------- | ----- | ------------------------------------------------------- |
| Hernandez  | Valigetta 4 | 03:53 | Match valido per il titolo di campione dei pesi massimi |
| Curry Man  | Valigetta 3 | 06:31 | Licenziamento                                           |
| Homicide   | Valigetta 1 | 09:33 | Match valido per il titolo X Division                   |
| Jay Lethal | Valigetta 2 | 12:10 | Match valido per il titolo Tag Team                     |

I partecipanti eliminati sono stati Alex Shelley, Chris Sabin, Jimmy Rave, Lance Rock, Sonjay Dutt, B.G. James, Consequences Creed, Cute Kip e Shark Boy.